# Kartuš (sportovní střelba)

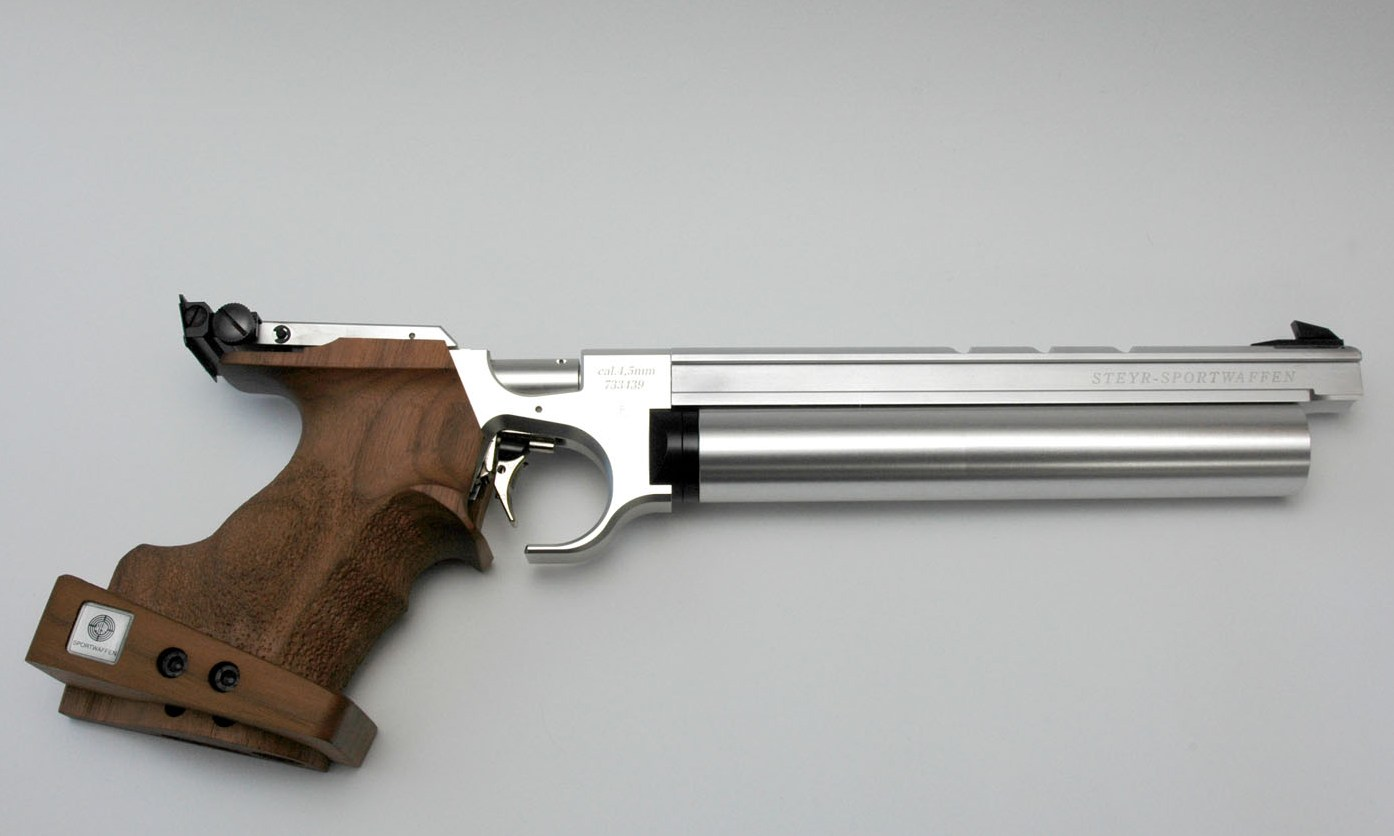
Steyr LP 10, vzduchová kartuše pod hlavní

Kartuš (také kartuše, ve střeleckém slangu bomba) je součást vzduchové zbraně, kde je skladována hnací náplň než dojde k výstřelu a tedy uvolnění náplně za účelem výmetu diabolky. Náplní kartuše (která může být buď jednorázová nebo opakovatelně naplňovatelná z velkých tlakových nádrží) může být buď stlačený vzduch, nebo oxid uhličitý. Na kartuších určených pro stlačený vzduch se nachází vpředu manometr (u oxidu uhličitého tento prvek chybí). Maximální natlakování u vzduchových pistolí je obvykle 200 bar, u pušek 300 bar.

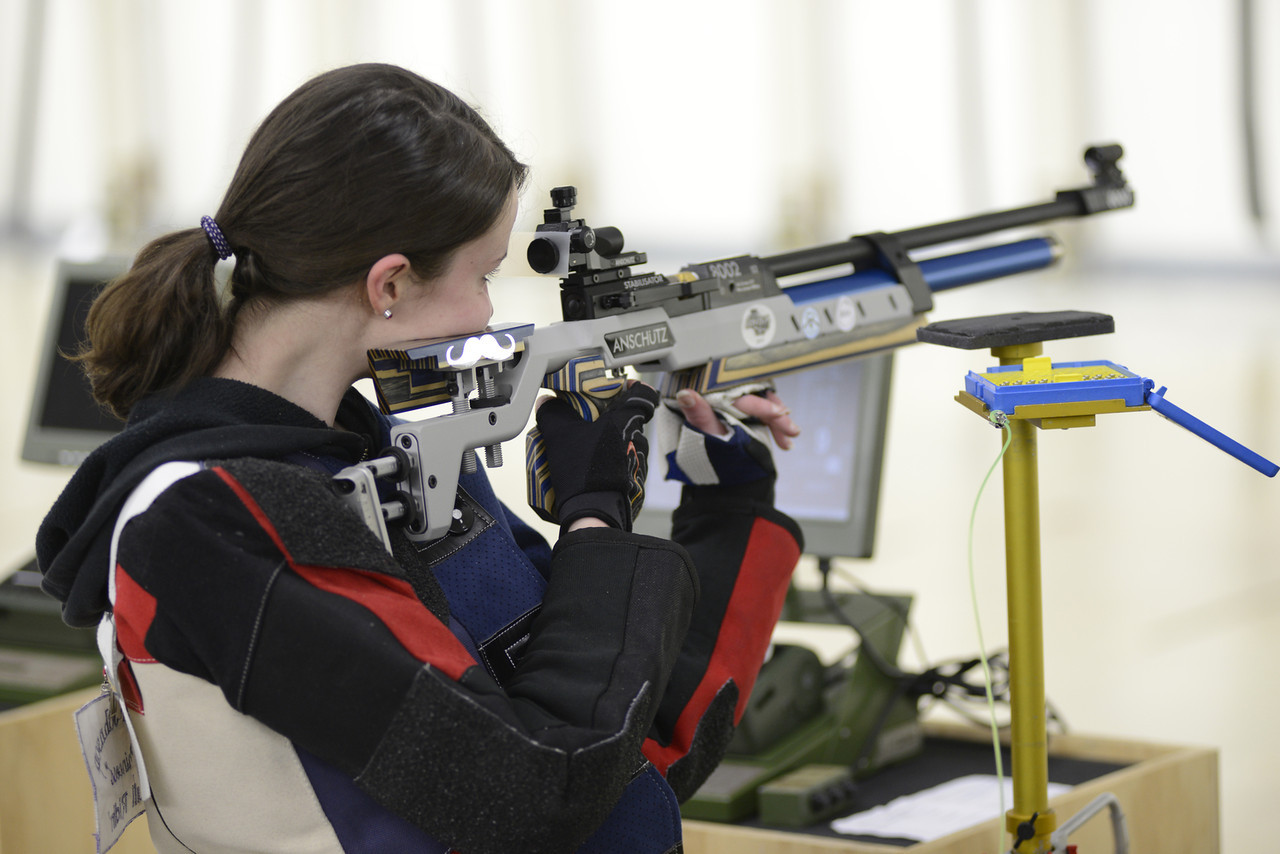
Vzduchová puška, modrá kartuše pod hlavní

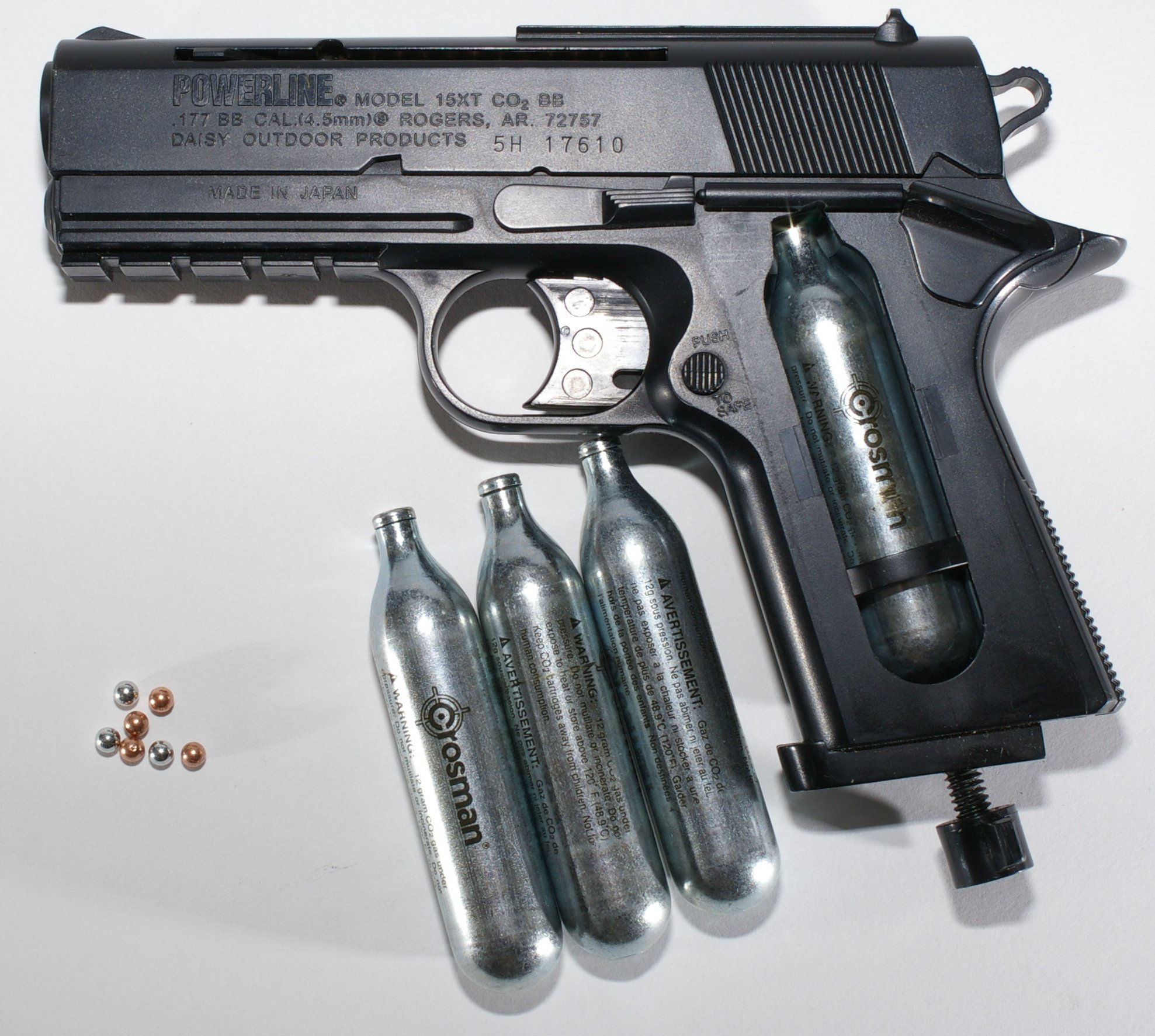
Vzduchová pistole na jednorázové kartuše

Dle pravidel ISSF je pro potřeby sportovní střelby povoleno používat kartuše maximálně 10 let staré.